# لشکر ۱۱ پیاده‌نظام لهستان

مکان نمای مانور پیاده نظام ۱۱

لشکر ۱۱ پیاده‌نظام لهستان (به لهستانی: 11 Karpacka Dywizja Piechoty) یکی از یگان‌های نیروی زمینی لهستان بود که در سال ۱۹۳۹ در برابر تهاجم نازی‌ها به لهستان مقاومت کرد. واحدهایی از این لشکر پس از سقوط لهستان در قالب نیروهای مسلح لهستان در شرق به نبرد ادامه دادند.

## تاریخچه
این لشکر تحت فرماندهی سرهنگ برونسیواو پروگر کتلینگ جزوی از واحدهای پشتیبانی سپاه کراکوف بود. طبق برنامه این لشکر باید در نزدیکی زاویرچیه مستقر می‌شد تا لشکر ۷ پیاده‌نظام لهستان را حمایت نماید اما به دلیل بمباران خطوط راه‌آهن نتوانست به آن مقصد برسد. در روزهای ۳ و ۴ سپتامبر واحدهایی از این لشکر در بوخنگا پیاده شدند تا از خطوط دفاعی پشت رودخانه حمایت کنند در حالی که عمده ملزومات زرهی و ضدهوایی آن‌ها هنوز به دست نیروها نرسیده بود. با افزایش فشار آلمانی‌ها در ۷ سپتامبر این نیروها به سمت رود ویسوکا و سپس پرزمیسی عقب‌نشینی کردند. در آنجا بود که طی روزهای ۱۱ و ۱۲ سپتامبر نبرد خونینی میان این لشکر و نیروهای آلمانی درگرفت و در ۱۷ سپتامبر توانستند برای مدتی جلوی پیشروی واحدهای آلمانی را بگیرند. باقی مانده نیروهای این لشکر که به ۱۰۰۰ تن نمی‌رسید توانستند خود را به شهر محاصره شده ووچ برسانند که در نهایت با تسلیم شهر این واحدها نیز خلع سلاح گشتند.